# Cape Mudge Indian Reserve 10
Cape Mudge Indian Reserve 10 (franska: Réserve indienne Cape Mudge 10) är ett reservat i Kanada.   Det ligger i Strathcona Regional District och provinsen British Columbia, i den sydvästra delen av landet, 3 700 km väster om huvudstaden Ottawa. Cape Mudge Indian Reserve 10 ligger på ön Quadra Island.